# Philomé Obin

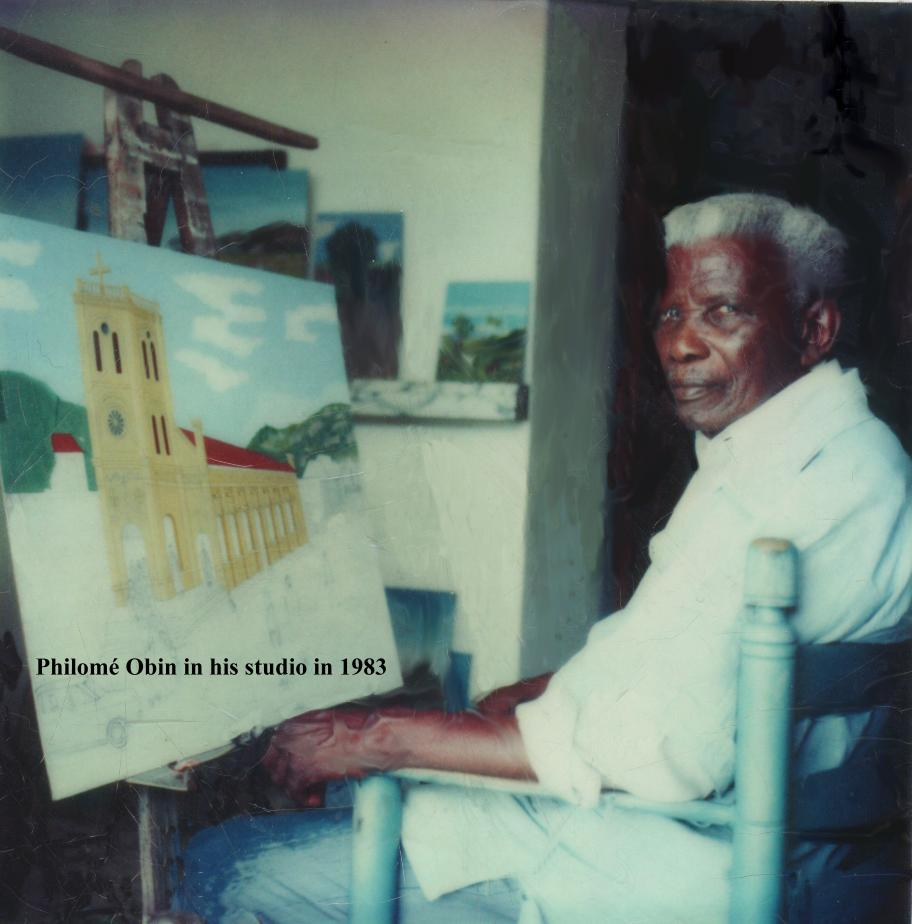
Philomé Obin in seinem Atelier (1983)

Philomé Obin (* 20. Juli 1892 in Cap-Haitien, Haiti; † 6. August 1986 ebenda) war ein haitianischer bildender Künstler. Er lebte und arbeitete in und bei Cap Haitien und gilt als Gründer der künstlerischen „Schule von Cap Haitien“. Er widmete sich über 75 Jahre der Malerei und wird als einer der wichtigsten Künstler seines Landes im 20. Jahrhundert angesehen. Seine Werke finden sich unter anderem im New Yorker Museum of Modern Art.

## Leben und künstlerisches Wirken
Philomé Obin wurde am 20. Juli 1892 in dem kleinen Ort Bas Limbé bei Cap Haitien im Norden Haitis als drittes Kind von Obénard Obin geboren. Sein Vater war Schneider. Als Junge erhielt er rudimentären Unterricht im Zeichnen und schuf 1908 im Alter von 16 Jahren sein erstes bekanntes Gemälde.
Fast alle Gemälde aus Obins ersten 50 Jahren, die überwiegend auf Karton, auch als Wandmalerei auf Mauerwerk entstanden, sind verloren gegangen. Sein Stil, haitianische Straßenszenen oder szenische Abbildungen aus der haitianischen Geschichte zu schaffen, war für die Haitianer der Mittelschicht uninteressant. Obin malte deswegen Wandbilder und dekorative Werke für kommerzielle Einrichtungen und protestantische Kapellen.
Im Jahr 1944 eröffnete Dewitt Peters, ein amerikanischer Quäker und Kriegsdienstverweigerer aus Gewissensgründen, der vom Bildungsministerium der Vereinigten Staaten zum Ersatzdienst im Zweiten Weltkrieg nach Haiti geschickt worden war, ein Centre d’Art (Kunstzentrum) in der Hauptstadt Port-au-Prince. Peters, der auch Künstler war, wollte die haitianische Kunst fördern und war dabei inspiriert von den Werken, die er bei der Dekoration von Voodoo-Tempeln gesehen hatte. Obin schickte Peters ein kleines Gemälde zu Ehren von US-Präsident Franklin D. Roosevelt als Dank für die Beendigung der amerikanischen Besatzung Haitis (1915 bis 1934). Peters schickte im Gegenzug 5 US-Dollar an Obin, die höchste Summe, die dieser je für ein Gemälde erhalten hatte. Obin schickte nun zahlreiche Gemälde an das Centre d’Art und seine Werke wurden bald von Kunstsammlern und Touristen, die auf der Suche nach Souvenirs waren, nachgefragt. Obin begann auch, in einem Nebengebäude des Centre d’Art zu unterrichten. Die Verkaufspreise seiner Werke stiegen stetig an. In den 1970er Jahren malte er nur noch auf Bestellung und erhielt 1.000 bis 3.000 US-Dollar für Gemälde im Format 20 × 24 Zoll.
Im Jahr 1948 wurde Obin zusammen mit den Künstlern Rigaud Benoît, Wilson Bigaud und Castera Bazile eingeladen, Fresken für das Innere der Kathedrale Sainte Trinité in Port-au-Prince zu schaffen. Der haitianische Diktator Jean-Claude Duvalier verlieh Obin im Jahr 1976 die höchste zivile Auszeichnung des Landes.
Anfang der 1980er Jahre besuchte Obin europäische Hauptstädte und New York. Dort besuchte er alte Bekannte der haitianischen Diaspora und wurde am City College of New York mit einer Rede von Rosalind Jeffries (Museum of Modern Art; Expertin für afro-amerikanische Kunst) geehrt.
Obin war zweimal verheiratet. Seine erste Frau, Félicia Félix Obin, starb früh und hinterließ eine Tochter. Seine zweite Ehe, aus der zwei Kinder hervorgingen, wurde geschieden. Er starb im Alter von 94 Jahren am 6. August 1986 in seiner Heimatstadt.

## Ausgewählte Aspekte seines Werks – Rezeption

### Stil
Obins Werke können aufgrund der Verwendung einfacher Farben und der zweidimensionalen Darstellung aller gezeichneten Personen „flach“ oder simpel erscheinen. Das Kunstmagazin Coeval schrieb dazu, dass seine „Illusion von einfachen figurativen Zeichnungen einer Präzision und Detailgenauigkeit weicht, die mit bloßem Auge kaum zu erkennen ist“.
Obin beeinflusste viele Künstler im Norden Haitis, die seine charakteristische subtile Farbgebung teilten, darunter viele Kunstmaler, die er selbst ausgebildet hatte. Zu den Malern der Schule von Cap-Haitien gehörten Obins Bruder Sénèque (1896–1972) und mehrere seiner Kinder, darunter Antoine Obin, Télémaque Obin, Enkel wie Claude Obin, Michaëlle Obin, Henry-Claude Obin, Harisson Obin, Donald Obin, sowie Neffen und Nichten, die ebenfalls als Maler wurden.

### Vision
Zu den erhaltenen Werken aus den ersten vier Jahrzehnten Obins gehört die „Vision de l'Artiste Philomé Obin pendant la nuit du 15 au 16 Janvier 1948“, das er nie verkaufte und bis zu seinem Tod in seinem Wohnzimmer aufbewahrte. Es zeigt eine schöne Mulattin, die auf einem Felsen in einer kargen Landschaft sitzt. Das Gemälde wurde als Darstellung der Maîtresse Zulie, einer Voodoo-Göttin, interpretiert, aber Obin sagte 1983, dass es sich um eine Szene aus einem lebhaften Traum handelte. Wie die meisten seiner Gemälde trägt es sowohl seine kastenförmige Signatur als auch den Titel in sauberen Buchstaben mittig am unteren Rand des Werks.

### Drei Generationen
Obin, der oft als „raffinierter Naiver“ bezeichnet wird, hat einen unvollkommenen Sinn für Perspektive, verwendet aber starke Allegorien. So zeigt eines seiner Gemälde, „Trois générations“, drei Personen in verschiedenen Gewändern, die jeweils eine eigene Epoche repräsentieren. Die letzte Person auf dem Gemälde ist leger gekleidet und steht für den amerikanischen Einfluss in Haiti. Der Titel unten im Gemälde lautet: „Avant l'occupation, durant l'occupation, après l'occupation“ (Vor, während und nach der amerikanischen Besatzung). Obin wiederholt diese Inschrift auf vielen seiner Werke, die die verschiedenen Perioden des amerikanischen Einflusses auf Haiti und seine Bevölkerung zeigen.

### La crucifixion de Charlemagne Peralte pour la liberté
1919 erlebte Obin die Kreuzigung von Charlemagne Péralte, einem haitianischen Patrioten, der sich der amerikanischen Besatzung widersetzte. Péralte wurde verraten und starb in einem Hinterhalt der US-Marines. Seine Leiche wurde nach Cap-Haïtien gebracht und an eine Tür geschnallt, wo sie mehrere Tage lang ausgestellt wurde, um weiteren Widerstand zu unterdrücken. Obwohl Obin die Kreuzigung nicht direkt miterlebt hatte, hielt er Péralte für einen Helden und malte mehrere Darstellungen von Péraltes Tod und Begräbnis als Ausdruck des Nationalstolzes. Er malte mindestens zwei Versionen der „Kreuzigung“. Seine Enkelin Michaëlle malte eine allegorische Szene, die Obin trauernd vor dem Leichnam von Péralte zeigt.